# Прерасти у кањону Вратне

44° 23′ 00″ С; 22° 20′ 14″ И / 44.383207° С; 22.337184° И
Прерасти у кањону Вратне или Вратњанске капије су геоморфолошки споменик природе Републике Србије, смештен у њеном источном делу, у општини Неготин који се састоји од три прерасти. То су највеће и највише прерасти у Европи , а познати су као Вратњанске капије.
Споменик природе обухвата три прерасти, тј. природно настале стеновите мостове изнад реке Вратне и њихово окружење у области Мироч планине. Прерасти су природно настали камени мостови крашком ерозијом. У близини се налази и Манастир Вратна.

## Локација
Природно добро Споменик природе «Прерасти у кањону Вратне» налази се у источној Србији, на источној страни Велиог Гребена, на реци Вратни, притоци Слатинске реке, која се улива у Дунав, у Неготинској крајини. Припада општини Неготин, катастарским општинама Вратна и Јабуковац.

## Опис прерасти
У клисури реке Вратне постоје три природна камена моста, два у близини самог манастира и трећи, удаљенији, у дубини речне клисуре. До њих се долази обележеном планинарском стазом, која је раније пролазила кроз сам манастир, док се данас обилази манастирско имање и до реке се стиже код најниже положене Мале прерасти. Три прерасти имају следећа обележја :
1. Мала прераст је удаљена око 200 метара узводно од манастира и њена дужина је 15 метара. Ширина њеног отвора износи 33 метра, висина 34 метра, док је дебљина свода изнад отвора 10 метара;
2. Велика прераст је удаљена око 100 метара изнад Мале прерасти и њена дужина је 45 метара. Ширина њеног отвора износи 23 метра, висина 26 метра, док је дебљина свода изнад отвора 30 метара;
3. Сува прераст се налази око два километра узводно од Мале и Велике прерасти и њена дужина је 34 метара. Ширина њеног отвора износи 15 метра, висина 20 метра, док је дебљина свода изнад отвора 10 метара. Свој назив је добила по томе што Вратна у летњем делу године понире педесетак метара узводно од ње, да би се касније појавила и још једном нестала, пре него што поново избије из стене и настави даље да тече површином земље.

Саме прерасти су различитог порекла. Док су прве две остаци некадашње тунелске пећине кроз коју је текла Вратна и чији се део свода између њих урушио, дотле је трећа настала услед понирања реке. У њеној близини откривено је још примера крашког рељефа, три неистражене пећине, од којих је једна најдужа, друга обилује тунелима и ходницима, а у трећој се налази језерце . Јован Цвијић је закључио да су ови прерасти некада били део огромне пећине коју је обликовала подземна река.

## Флора и фауна
Досадашња истраживања су показала да на овом подручју расте 310 различитих биљних врста у 10 биљних заједница, од којих су многе ендемити или реликти који потичу још из доба терцијара. Нарочито су интересантне реликтне полидоминантне шуме клисурастог дела Вратне, као и вегетација кречњачких стена.

## Режим заштите
Споменик природе „Прерасти у кањону Вратне” је проглашен уредбом из 2014. године . 

## Управљач
Управљач заштићеног подручја Споменика природе Прерасти у кањону Вратне је ЈП "Србијашуме", Нови Београд.